# Arsiero
Arsiero (deutsch veraltet: Arsan, Arz, Asarin oder Ersen) ist eine nordostitalienische Gemeinde (comune) mit 3037 Einwohnern (Stand 31. Dezember 2023) in der Provinz Vicenza in Venetien. Die Gemeinde liegt etwa 32 Kilometer nordnordwestlich von Vicenza. Arsiero ist der Sitz der Unione montana Alto Astico, bis 2015 Comunità Montana Alto Astico Posina. Die östliche Gemeindegrenze bildet der Astico, die südliche die Rosina.

## Geschichte
Arsiero wird erstmals 975 und ein zweites Mal im März 1000 urkundlich erwähnt.

## Verkehr
Durch die Gemeinde führt die frühere Strada Statale 350 di Folgaria e di Val d'Astico (in Venetien zur Provinzstraße herabgestuft) von Calliano nach Schio.